# Volksliberale Partei
Die Volksliberale Partei (bulgarisch Народнолиберална партия, kurz VLP) war eine liberale Partei in Bulgarien. Sie wurde nach dem Putsch von 1886 als Abspaltung der Liberalen Partei (bulg. Либерална Партия/Liberalna Partija, gegründet 1879) gegründet.
Parteinahe Zeitungen waren Swoboda (bulg. Свобода, dt. Freiheit) und Now wek (bulg. Нов век, etwa: Neues Jahrhundert).

## Geschichte
Auf russisches Betreiben putschte eine Gruppe prorussischer Offiziere gegen den bulgarischen Herrscher Alexander I. und zwang ihn am 9. August 1886 zur Abdankung. Daraufhin wurde er außer Landes nach Russland verschleppt. Mit Unterstützung des bulgarischen Parlamentspräsidenten Stefan Stambolow, der mit Hilfe des Militärs gegenputschte, konnte Alexander I. nach Bulgarien und nochmals kurz auf den Thron zurückkehren. In dieser Zeit spaltete sich eine Gruppe um Stambolow von der Liberalen Partei ab, die später den Kern der VLP darstellen sollte. Die Parteiorganisation erfolgte jedoch erst 1890. Bis 1894 stellte sie die Regierung Bulgariens.
Nach der Ermordung des Parteivorsitzenden Stefan Stambolow im Jahr 1895 leitete Dimitar Petkow die Partei. In der nächsten Zeit wurden erfolglose Verhandlungen über eine Vereinigung mit den Radoslawowisten geführt, worauf der Parteivorsitz 1896 an Dimitar Grekow überging.

## Persönlichkeiten

### Vorsitzender
- 1887–1895: Stefan Stambolow
- 1895–1896: Dimitar Petkow
- 1896–1901: Dimitar Grekow
- 1901–1907: Dimitar Petkow
- 1907–1919: Nikola Genadiew
- 1919–1920: Dobri Petkow

### Bekannte Mitglieder
- Sachari Stojanow
- Christo Beltschew
- Simeon Radew
- Georgi Stranski
- Iwan Schischmanow
- Lasar Pajakow
- Petar Gudew